# Jan Zrinský ze Serynu
Jan Zrinský (1565/1566?, Čakovec – 24. února 1612) byl český šlechtic z rodu Zrinských, syn Mikuláše Zrinského ze Serynu a Evy z Rožmberka.

## Život

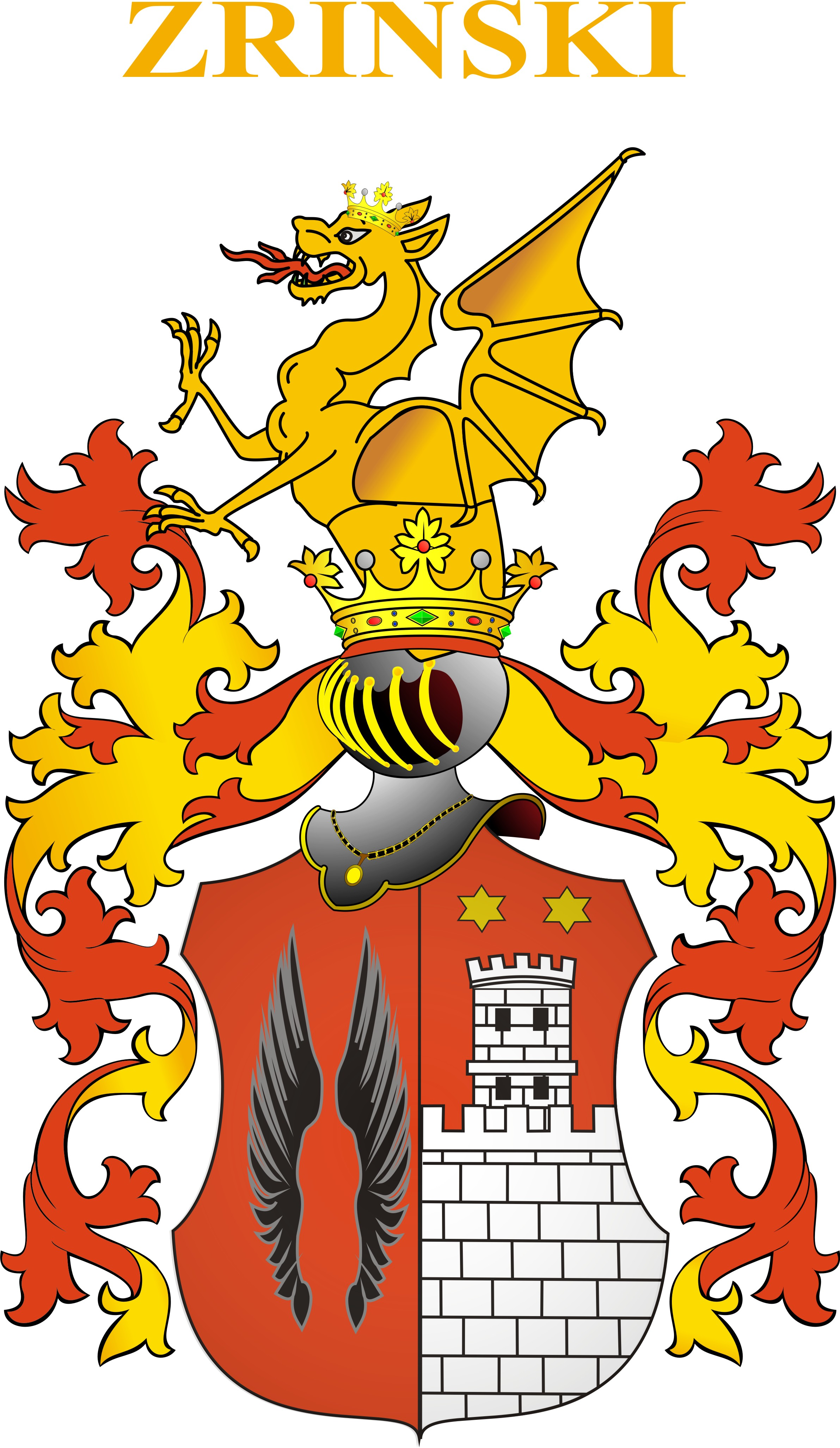
Erb rodu Zrinských

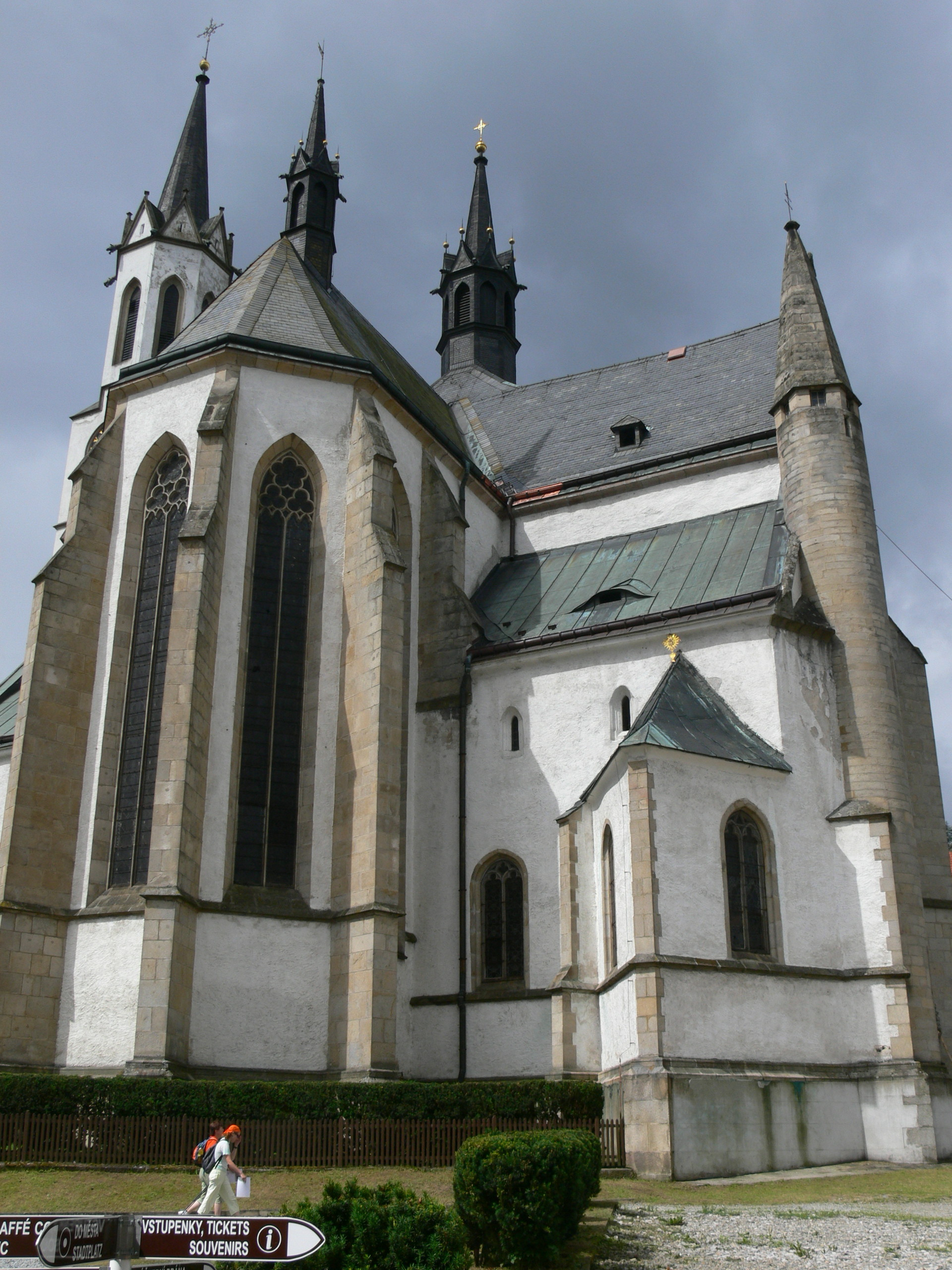
Místo posledního odpočinku – Vyšebrodský klášter

Janova matka Eva z Rožmberka (1537–1591) byla nejmladší dcerou Jošta III. z Rožmberka a Anny z Rogendorfu. Za Mikuláše Zrinského ze Serynu (asi 1508–1566), proslulého bojovníka proti Turkům, byla provdána 10. října 1564 a odešla s ním do Chorvatska, do Čakovce.
Právě v Čakovci se pravděpodobně na přelomu let 1565/1566 narodil Jan Zrinský. Jeho otec Mikuláš Zrinský byl v té době velitelem pevnosti Szigetvár (Siget) a po měsíčním obléhání několikanásobnou tureckou přesilou padl 7. září 1566. Stalo se tak při posledním beznadějném výpadu se zbytkem posádky, když již celá pevnost byla v plamenech.
Mladá vdova se vrátila se dvěma dětmi na otcovské statky v Čechách. Azyl získala u svého mladšího bratra Petra v Bechyni, kde setrvala až do svého dalšího sňatku v roce 1578. Jan zůstal po matčině odchodu do Itálie v péči milujících strýčků Petra a Viléma, kteří sami neměli děti. Rok 1593 byl pro Jana velmi významný – byl přijat do českého panského stavu. Petr Vok na něj později nechal přepsat hrad Rožmberk a přilehlé panství a vzhledem k vlastní přetrvávající bezdětnosti jej považoval za dědice.
Dne 7. listopadu 1600 se Jan Zrinský v Českém Krumlově oženil s Marií Magdalenou Novohradskou z Kolovrat, dcerou tehdy nejvyššího dvorského sudího Českého království Volfa Novohradského z Kolovrat a Judity ze Šternberka.
Jan Zrinský zemřel i po dvanáctiletém manželství bezdětný 24. února 1612. Je pohřben v cisterciáckém vyšebrodském klášteře. Honosný figurální náhrobek z červeného mramoru se dochoval dodnes. Jeho panství se dostala do rukou Švamberků.
Po jeho smrti se vdova Marie Magdalena provdala za Martina de Hoeff-Huertu, svobodného pána na Velharticích.